# Elecciones estatales de Baviera de 2013
Las elecciones estatales de Baviera de 2013 fueron celebradas el 15 de septiembre de 2013, con el objetivo de elegir a los 180 miembros del Parlamento Regional Bávaro. Se llevaron a cabo una semana antes de las elecciones federales de Alemania de 2013.
La CSU recuperó la mayoría absoluta de escaños, la cual había perdido hace 5 años después de 50 años de haberla ostentado. El FDP cayó por debajo del umbral del 5%, perdiendo su representación. Como consecuencia de la mayoría absoluta de la CSU, el SPD, los Verdes y los FW se quedaron en la oposición. Un número récord del 14,1% de los votos fue emitido para partidos que no superaron el umbral del 5%.

## Resultados
| Partido                        | Partido                        | Erst- stimmen | Zweit- stimmen | Total de votos válidos | %       | Variación respecto a 2008 | Escaños | Variación respecto a 2008 |
| ------------------------------ | ------------------------------ | ------------- | -------------- | ---------------------- | ------- | ------------------------- | ------- | ------------------------- |
| Votos válidos/Total de escaños | Votos válidos/Total de escaños | 5.923.977     | 5.897.815      | 11.821.792             | 100,0 % | —                         | 180     | −7                        |
|                                | CSU                            | 2.754.256     | 2.882.169      | 5.636.425              | 47,7 %  | +4,3 %                    | 101     | +9                        |
|                                | SPD                            | 1.208.444     | 1.228.957      | 2.437.401              | 20,6 %  | +2,0 %                    | 42      | +3                        |
|                                | FW                             | 580.701       | 481.852        | 1.062.553              | 9,0 %   | −1,2 %                    | 19      | −2                        |
|                                | GRÜNE                          | 522.317       | 497.056        | 1.018.652              | 8,6 %   | −0,8 %                    | 18      | −1                        |
|                                | FDP                            | 195.920       | 194.118        | 389.584                | 3,3 %   | −4,7 %                    | —       | −16                       |
|                                | LINKE                          | 128.089       | 123.008        | 251.097                | 2,1 %   | −2,2 %                    | —       | —                         |
|                                | BP                             | 137.323       | 110.177        | 247.500                | 2,1 %   | +1,0 %                    | —       | —                         |
|                                | ÖDP                            | 127.361       | 111.884        | 239.425                | 2,0 %   | ±0,0 %                    | —       | —                         |
|                                | PIRATEN                        | 121.266       | 113.140        | 234.406                | 2,0 %   | +2,0 %                    | —       | —                         |
|                                | REP                            | 62.133        | 55.585         | 117.718                | 1,0 %   | -0,4 %                    | —       | —                         |
|                                | DIE FRANKEN                    | 44.321        | 42.963         | 87.284                 | 0,7 %   | +0,7 %                    | —       | —                         |
|                                | NPD                            | 37.444        | 37.404         | 74.848                 | 0,6 %   | -0,6 %                    | —       | —                         |
|                                | FRAUENLISTE                    | 3.410         | 12.671         | 16.081                 | 0,1 %   | +0,1 %                    | —       | —                         |
|                                | DIE FREIHEIT                   | 764           | 5.260          | 6.024                  | 0,1 %   | +0,1 %                    | —       | —                         |
|                                | BüSo                           | 228           | 1.391          | 1.619                  | 0,0 %   | ±0,0 %                    | —       | —                         |